# I Don't Like Music

I Don't Like Music est un album de remix de morceaux du groupe belge Telex par plusieurs artistes différents sorti en 1998.

## Pistes
| No  | Titre                                              | Durée |
| --- | -------------------------------------------------- | ----- |
| 1.  | Moskow Diskow (Carl Craig Mix)                     | 6:19  |
| 2.  | Raised By Snakes (Shake Mix)                       | 6:47  |
| 3.  | Radio-Radio (Le Tone Mix)                          | 4:14  |
| 4.  | Beautiful Li(f)e (16b Mix)                         | 9:00  |
| 5.  | Peanuts (Buckfunk 3000 Mix)                        | 5:18  |
| 6.  | Euro-Vision (Auto Repeat Mix)                      | 4:55  |
| 7.  | I Don't Like Music (Ian O'Brien Mix)               | 9:09  |
| 8.  | Twist à Saint-Tropez (Yasuharu Konishi Mix)        | 4:29  |
| 9.  | En Route Vers De Nouvelles Aventures (I:Cube Mix)  | 6:33  |
| 10. | Temporary Chicken (Dr Rockit's Action Chicken Mix) | 4:01  |
| 11. | The Voice (20/20 Vision Mix)                       | 5:28  |
| 12. | Moskow Diskow (Glenn Underground Mix)              | 8:09  |